# Mokošica
Mokošica je dubrovniška mestna četrt nad zalivom Rijeka Dubrovačka v kateri živi skupno 7.528 prebivalcev (popis 2001), sestavljena iz starega naselja (Mokošica) in novejšega naselja Nova Mokošica.
Staro naselje Mokošica (1.487 preb.) je svoje ime dobilo po staroslovanski boginji Mokoš. Nova Mokošica je danes prvo večje zahodno primestno naselje Dubrovnika v katerem  (popis 2001) živi 6.041 prebivalcev. Od centra mesta s katerim jo preko Rijeke Dubrovačke povezuje most Franja Tuđmana je oddaljena okoli 7 km.

## Zgodovina
V Mokošici je polno starih počitniških zgradb postavljenih v 16. stoletju (npr.:hiše družin Bunića, Ranjine in Zuzorića) med katerimi pa je najpomembnejši Gučetić-Đurđevićev letni dvorec v katerem je bilo leta 1814 zadnje zasedanje dubrovniške vlade. V neposredni bližini Mokošice se nahaja tudi počitniški dvorec Zamanjić z majhno kapelico. V bližnjem Petrovom Selu pa so ruševine srednjeveške cerkve sv. Pankracija.

## Demografija
| Pregled števila prebivalcev po letih | Pregled števila prebivalcev po letih | Pregled števila prebivalcev po letih | Pregled števila prebivalcev po letih | Pregled števila prebivalcev po letih | Pregled števila prebivalcev po letih | Pregled števila prebivalcev po letih | Pregled števila prebivalcev po letih | Pregled števila prebivalcev po letih | Pregled števila prebivalcev po letih | Pregled števila prebivalcev po letih | Pregled števila prebivalcev po letih | Pregled števila prebivalcev po letih | Pregled števila prebivalcev po letih | Pregled števila prebivalcev po letih |
| ------------------------------------ | ------------------------------------ | ------------------------------------ | ------------------------------------ | ------------------------------------ | ------------------------------------ | ------------------------------------ | ------------------------------------ | ------------------------------------ | ------------------------------------ | ------------------------------------ | ------------------------------------ | ------------------------------------ | ------------------------------------ | ------------------------------------ |
| 1857                                 | 1869                                 | 1880                                 | 1890                                 | 1900                                 | 1910                                 | 1921                                 | 1931                                 | 1948                                 | 1953                                 | 1961                                 | 1971                                 | 1981                                 | 1991                                 | 2001                                 |
| 322                                  | 239                                  | 284                                  | 302                                  | 240                                  | 232                                  | 213                                  | 241                                  | 242                                  | 297                                  | 265                                  | 325                                  | 0                                    | 0                                    | 1487                                 |